# Port Football Club (Douala)
Il Port Football Club, noto semplicemente come Port FC, è una squadra di calcio camerunese, con sede a Douala.

## Storia
Il Port FC è stato fondato nel 1991 a Douala.
Nel 1997 ha ottenuto sotto la guida di Isaac Sinkot la promozione nella massima serie camerunese e l'accesso alla finale della Coppa del Camerun, persa contro l'Union Douala.
Nella massima serie del Camerun giocherà tre stagioni consecutive, ottenendo come miglior piazzamento il settimo posto nella stagione 1998.